# NGC 260
NGC 260 est une galaxie spirale située dans la constellation d'Andromède. NGC 260 a été découverte par le physicien irlandais George Stoney en 1848.

## Caractéristiques
Sa vitesse par rapport au fond diffus cosmologique est de 4 895 ± 22 km/s, ce qui correspond à une distance de Hubble de 72,2 ± 5,1 Mpc (∼235 millions d'al).
La classe de luminosité de NGC 315 est III-IV et elle présente une large raie HI.

## Groupe de NGC 315
Selon Abraham Mahtessian, la galaxie NGC 252 fait partie du groupe de NGC 315. Ce groupe comprend plus d'une quarantaine de galaxies. Les principales galaxies de ce groupe sont NGC 226, NGC 243, NGC 262, NGC 266, NGC 311, NGC 315, NGC 338, IC 43, IC 66 et IC 69.